# 石坂莊作

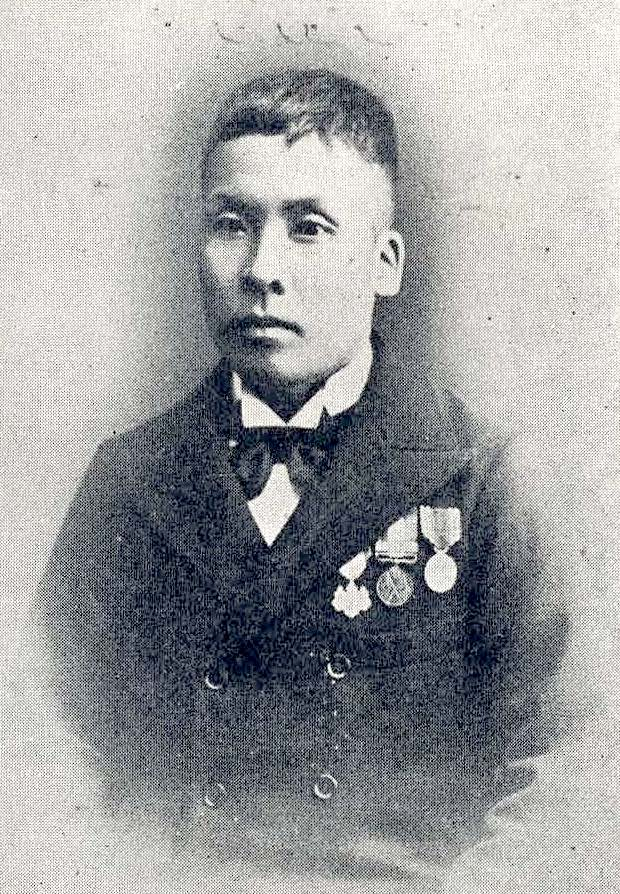
石坂莊作

石坂莊作（1870年—1940年）是台灣日治時代基隆的社會事業家，日本群馬縣出身。曾任台北州議會議員、基隆商業專修學校校長。為人熱心公益，致力於社會事業、社會教育。

## 經歷
明治3年（1870年）生於日本群馬縣。明治29年（1896年）以日軍隨軍記者身分渡台。明治32年（1899年）遷居基隆，經營度量衡販賣業。明治36年（1903年）2月設立「基隆夜學會」（現光隆家商），提供失學者夜間進學之管道。明治42年（1909年）創立「石坂文庫」，免費服務社會大眾。大正8年（1919年）設立「基隆婦人會」。昭和8年（1933年），將私人開闢的公園「石坂公園」捐給基隆市，現為中正公園之一部分。昭和15年（1940年）病逝於基隆。

### 巴賽語歌謠採錄
1936年（昭和11年），石坂莊作與其店員宗壬癸曾赴臺北州雙溪下游貢寮訪問巴賽族老嫗「潘氏腰」（時年78歲），並採錄三支巴賽語「祝年歌」等歌謠。 並於同年7月1日由廣播電臺廣播。

### 太古石文碑
石坂莊作曾在基隆社寮島發現一座「太古石文」碑，後來被送往日本京都帝室博物館收藏，然而其真實性和詳細內容，仍需進一步考察。